# Campofelice di Fitalia
Campofelice di Fitalia ist eine Stadt der Metropolitanstadt Palermo in der Region Sizilien in Italien mit 435 Einwohnern (Stand 31. Dezember 2023).

## Lage und Daten
Campofelice di Fitalia liegt 53 km südlich von Palermo. Die Einwohner arbeiten hauptsächlich in der Landwirtschaft.
Die Nachbargemeinden sind Ciminna, Corleone, Mezzojuso, Prizzi und Vicari.

## Geschichte
Der Ort entstand in der zweiten Hälfte des 19. Jahrhunderts. Bis 1952 war Campofelice di Fitalia ein Ortsteil von Mezzojuso.